# Ponteceso
Ponteceso (galicisch und offiziell; spanisch Puenteceso) ist eine Gemeinde im Norden Galiciens. Bis Ende des 19. Jahrhunderts trug der Ort den Namen Bugalleira.

## Namensherkunft
Der Name wird aus dem Lateinischen pons caesus abgeleitet, das bedeutet abgebrochene Brücke.

## Geografische Lage
Ponteceso liegt in der Provinz A Coruña etwas landeinwärts der Costa da Morte an der Stelle, wo sich der Río Anllóns zu einem schlanken Mündungstrichter erweitert. Im Ort kreuzen sich einige wichtige Verbindungsstraßen der Costa da Morte, und die Verbindungsstraße Richtung Südwesten überquert den Río Anllons. Nachbargemeinden sind Cabana de Bergantiños, Carballo, Coristanco und Malpica de Bergantiños.

## Bevölkerungsentwicklung der Gemeinde
Legende: Puente Ceso___Ponteceso

## Gemeindegliederung
Die Gemeinde Ponteceso ist in 14 Parroquias gegliedert:
| Parroquias  | Patrozinium              | Einwohner 2024 | Fläche km² | Dichte Einw./km² | Höhe msnm | Ortskennzahl |
| ----------- | ------------------------ | -------------- | ---------- | ---------------- | --------- | ------------ |
| Anllóns     | San Fins                 | 216            | 4,11       | 53               | 17        | 15068010000  |
| Brantuas    | San Xián                 | 110            | 5,42       | 20               | 103       | 15068020000  |
| Cores       | San Martiño              | 497            | 13,03      | 38               | 52        | 15068030000  |
| Corme Aldea | Santo Adrán              | 255            | 11,01      | 23               | 54        | 15068040000  |
| Corme Porto | Nosa Señora dos Remedios | 1.070          | 5,87       | 182              | 54        | 15068050000  |
| Cospindo    | San Tirso                | 698            | 9,47       | 74               | 20        | 15068060000  |
| A Graña     | San Vicenzo              | 197            | 4,05       | 49               | 11        | 15068070000  |
| Langueirón  | San Xián                 | 137            | 3,19       | 43               | 38        | 15068090000  |
| Nemeño      | San Tomé                 | 96             | 1,65       | 58               | 69        | 15068100000  |
| Niñóns      | San Xoán                 | 109            | 5,03       | 22               | 69        | 15068110000  |
| Pazos       | San Salvador             | 382            | 7,21       | 53               | 112       | 15068120000  |
| Tallo       | Santo André              | 248            | 5,09       | 49               | 93        | 15068130000  |
| Tella       | Santo Eleuterio          | 1.102          | 6,04       | 182              | 75        | 15068140000  |
| Xornes      | San Xoán                 | 282            | 11,16      | 25               | 135       | 15068080000  |

Die Stadt Ponteceso im engeren Sinn sowie Corme Porto, Tella und Cospindo sind die Bevölkerungszentren innerhalb dieser Gemeinschaft. Corme und Tella haben die meisten Einwohner. Die zentralen medizinischen Einrichtungen befinden sich in Ponteceso und Corme.

## Wirtschaft
| Ackerbau, Viehzucht und Fischerei                                                  | 0230  | 013,04 |
| Industrie                                                                          | 0269  | 015,25 |
| Bauwirtschaft                                                                      | 0260  | 014,74 |
| Dienstleistungsbetriebe                                                            | 1.005 | 056,97 |
| Total                                                                              | 1.764 | 100,00 |
| * Daten aus dem Statistischen Amt für Wirtschaftliche Entwicklung in Galicien, IGE |       |        |

Wichtige Wirtschaftszweige sind Fischfang und die Ernte von Percebes und anderen Meeresfrüchten sowie der Tourismus. Beide konzentrieren sich auf Corme. In der Landwirtschaft werden hauptsächlich Mais und Kartoffeln angebaut.

## Sehenswürdigkeiten

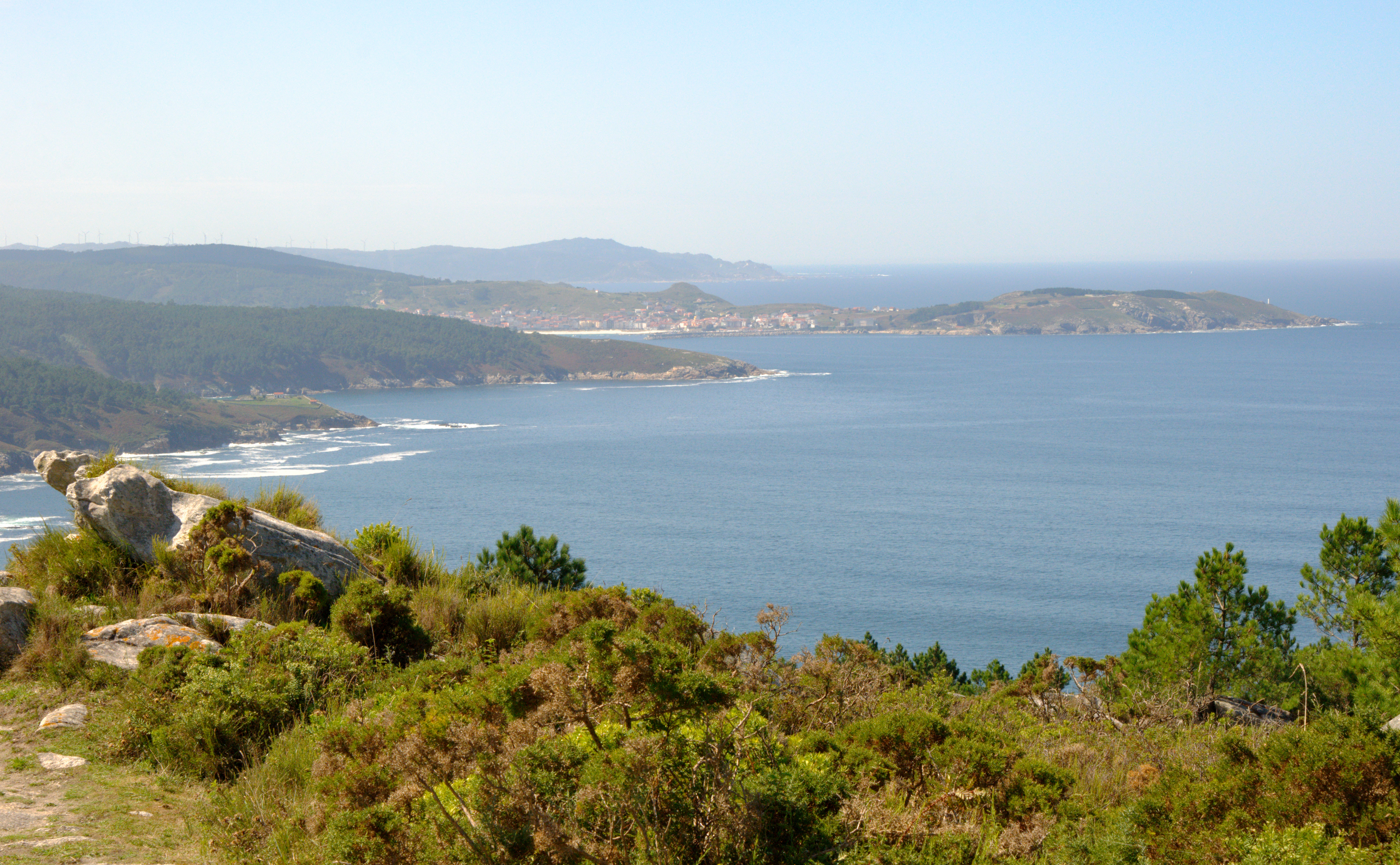
Blick vom Monte Branco Richtung Westen

- Das Ästuar des Río Anllóns mit seinen Inseln und Sandbänken.
- Vom westlich der Stadt gelegenen Monte Branco hat man Richtung Osten und Süden einen Überblick über dieses Mündungsgebiet, dahinter im Osten einen Blick über Ponteceso, und Richtung Westen einen Blick über die Ría de Corme y Laxe.

## Persönlichkeiten
- Der Dichter Eduardo Pondal (1835–1917) schuf das Gedicht Os Pinos, aus dem die Nationalhymne von Galicien wurde.
- Ramón Barreira y Pérez (1850–1936) wanderte nach Uruguay aus und gründete dort 1878 die Handelskammer, eine spanische Kulturvereinigung und die Kunstdruckerei Granitol.
- Die Hermanos[7] Moreira wanderten nach Argentinien aus und bildeten dort ein Akkordeon-Duo. Ab den 1960er Jahren fanden sie dort vor allem bei den zahlreichen galicischen Auswanderen Gehör. Sie mischten traditionelle galicische Stilelemente mit eigenen Ideen, origineller Instrumentation und Gesang.[8]
- Amarelle, Spieler in der spanischen Strandfußball-Nationalmannschaft.